# Adèle Garnier
Pour les articles homonymes, voir Garnier.
Adèle Garnier (15 août 1838 - 17 juin 1924, Tyburn près de Londres) est une religieuse française (en religion Mère Marie de Saint-Pierre), fondatrice en 1898 de la congrégation des Bénédictines du Sacré-Cœur de Montmartre qui s'est divisée en 1964 en deux branches, une française, l'autre anglaise : les Adoratrices du Sacré-Cœur de Montmartre.

## Jeunesse
Adèle Garnier nait le 15 août 1838, à Grancey-le-Château, dans le département de la Côte-d'Or, en Bourgogne. Son père, Nicolas, est tailleur de pierres, entrepreneur de bâtiment à Grancey-le-Château et sa mère, Denise Caiset. Institutrice au château de l'Aulne-Montgenard à Martigné-sur-Mayenne, Adèle Garnier lit un article parlant de projet de construction de la future Basilique du Sacré-Cœur de Montmartre. Elle entend alors de la part de Dieu : « C'est là que Je te veux ! ». Adèle Garnier avait eu des visions intérieures du Christ à partir de 1862. En 1869, elle « voit » le Christ dans une grande hostie : le Christ lui demande de prier, expier, souffrir pour la France. En 1873, elle « voit » une église  byzantine blanche, avec des domes; la basilique du Sacré-Cœur n'est alors qu'un projet. En 1874, Adèle Garnier a la révélation de l'adoration perpétuelle à Montmartre. Elle en parle à Mgr Joseph Hippolyte Guibert, archevêque de Paris. En 1885, cette adoration 24 h / 24 est établie dans la basilique.

## Fondation de la congrégation
En juin 1897, Adèle Garnier s'installe avec trois compagnes rue du Mont-Cenis, près de la basilique en construction.
Le 4 mars 1898, la mission reçue s'accomplit : la communauté religieuse, née pour la Basilique du Sacré-Cœur de Montmartre, est fondée par Adèle Garnier, le père dominicain Francis Balme et le père Jean Baptiste Lemius. L'acte de fondation est reçu par le cardinal François-Marie-Benjamin Richard, Archevêque de Paris.
Le 9 juin 1899, Adèle et les premières sœurs font leur profession de foi religieuse dans la crypte de la basilique, à l'autel de Saint-Pierre.

## Premières années et départ à Londres
La première communauté s'installe cité du Sacré-Cœur. Adèle Garnier prend en religion le nom de Mère Marie de Saint-Pierre. La congrégation est érigée canoniquement par l'Église. Le nombre de religieuses augmentant, elles s'installent rue du Chevalier-de-la-Barre, grâce à une aide financière des Pères Chartreux.
Les lois de 1901 en France contre les congrégations religieuses contraignent les bénédictines à quitter Montmartre. La congrégation se réfugie en Angleterre. En quittant Montmartre, Adèle Garnier déclare : « Nous reviendrons au grand jour comme des filles grandies qui ont place au foyer ».
La congrégation s'installe au centre de Londres, à Tyburn où Adèle Garnier meurt en 1924. C'est là qu'elle est inhumée.
Le 15 août 2018, les Sœurs Adoratrices du Sacré-Cœur de Montmartre réinvestissent la maison natale d'Adèle Garnier, ancien office du tourisme, et ancienne gendarmerie.

## Procès en béatification
C'est en 1992 qu'est faite la demande officielle d'ouverture du procès diocésain en béatification de la fondatrice, mère Marie de Saint-Pierre. En 2016, le titre de « servante de Dieu » est donnée à Mère Garnier.

## Pour approfondir